# Taubenbach (Cunnersdorfer Bach)
Der Taubenbach ist ein Gewässer im Staatsforst von Sachsen östlich des Dorfes Rosenthal und südlich von Cunnersdorf im Elbsandsteingebirge. Er entspringt keiner eigenen Quelle, sondern entsteht aus dem Zusammenfluss zweier aus dem tschechischen Territorium einfließender Wasserläufe mit anderen Namen, die sich aus Quellen östlich der ehemaligen Försterei Christianaburg (Kristin Hrádek) jenseits der Grenze speisen.

## Verlauf
Der Taubenbach beginnt, seinem Namen nach, mit dem Austritt aus dem Taubenteich, der im Wesentlichen von zwei Zuflüssen aus Tschechien gespeist wird. Diese sind der Mlžný potok (Viehsterbebach) und der Dubný (Daumbach). Ersterer hat seinen deutschen Namen von einem gleichnamigen Hübel, den er umfließt. Ein weiterer kleiner Bach, der auf deutscher Seite kurz dem Grenzverlauf folgt, kommt aus westlicher Richtung und ergießt sich in den Taubenteich. Nach dem Taubenteich geht das nordwärts gerichtete Bachbett in ein beträchtliches Gefälle über und schneidet sich dabei tief in die Sandsteinschichten ein. Im Mittel- und Unterlauf nimmt der Taubenbach nur kurze Nebengewässer auf, die ihren Quellort meist am Talhang haben. Eine Besonderheit bildet die Tümpelquelle ⊙, ein natürliches, länglich gezogenes Wasserbecken, das zudem von einem Wasserzufluss am Berghang gespeist wird.
Im Unterlauf tritt der Elbsandstein als flankierende Felsen im sich verengenden Tal und zuletzt als senkrechte Wände in Erscheinung. Kurz vor der Mündung in den Fuchsbach verweist eine Tafel an einer Felswand auf den ehemaligen Sandsteinabbau ⊙ für die im nahen Umfeld errichteten historischen Brücken in den Tälern des Fuchs- und Taubenbaches. Nur wenige Meter talabwärts quert eine Forststraße den Taubenbach. Unmittelbar unterhalb der Stelle dieser historischen Waldstraßenbrücke, die später durch eine landschaftlich verunstaltend wirkende Betonbrücke ersetzt wurde, vereinigt sich der Fuchsbach mit dem Taubenbach bei etwa 317 m ü. d. M. zu einem gemeinsamen Gewässer, das nun Cunnersdorfer Bach heißt.
Größere Steinbrücken gibt es an der Einmündung des Mittleren und Unteren Hühnerbergweges in die Talstraße entlang des Taubenbaches.

## Taubenteich und Taubenteich-Biwak
In einer muldenförmigen Talweitung nahe der deutsch-tschechischen Grenze liegt auf einer Höhe von etwa 390 m ü.d.M der Taubenteich ⊙. Es handelt sich um einen ehemaligen Floßteich mit einem Erdschüttdamm. Dieser sperrt die durch mehrere Zuflüsse sich weitende Talmulde des Taubenbaches. Am westlichen Dammende befinden sich ein breiter, aus Sandsteinquader gemauerter Überlauf und wenige Meter davon ein aus Richtung Westen zukommender Bach. Ein zweiter Überlauf befindet sich im östlichen Abschnitt des Damms.
Über den Erddamm verläuft seit 2018 der Forststeig Elbsandstein. Westlich des Damms liegt das Taubenteich-Biwak, eine der Übernachtungsstellen am Forststeig. Aufgrund der Lage am Teich befindet sich hier eine legale Feuerstätte. 

## Galerie

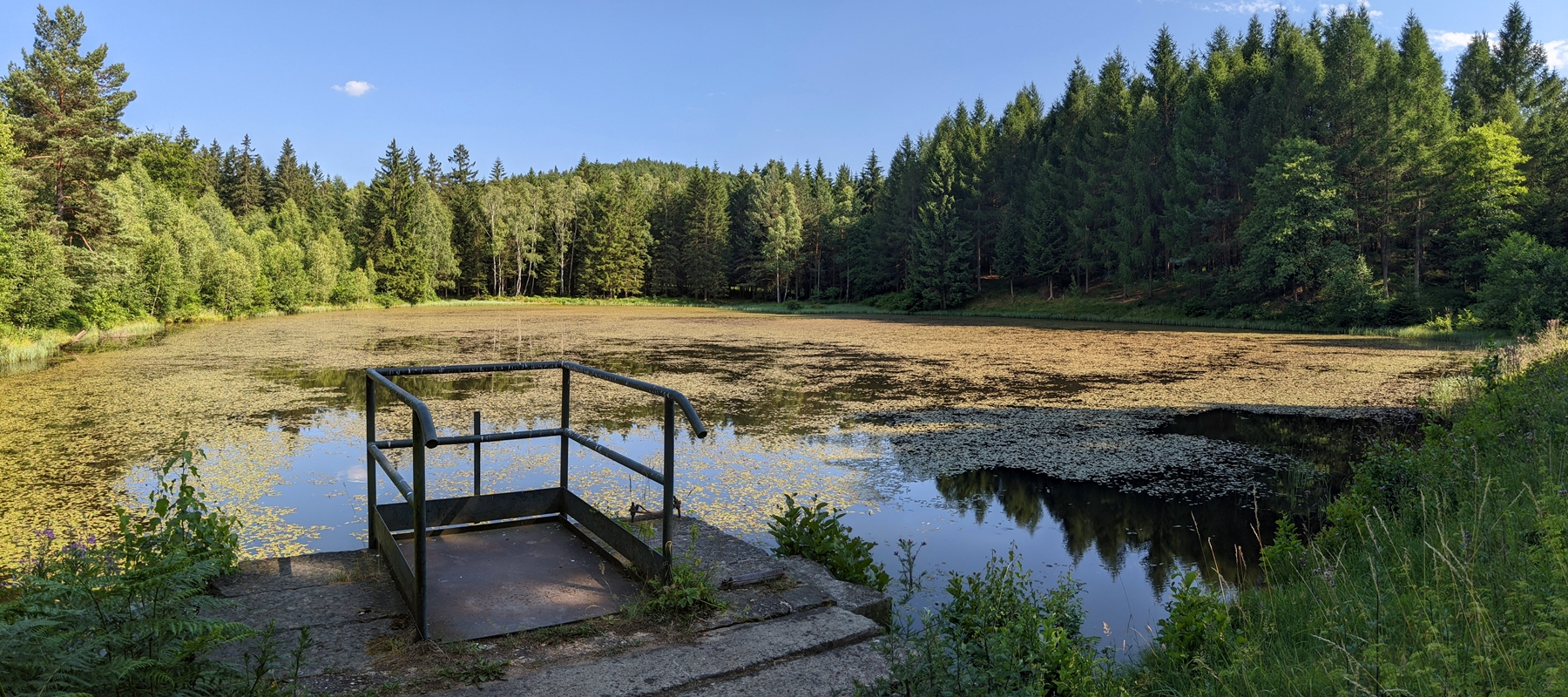
Blick über den Taubenteich
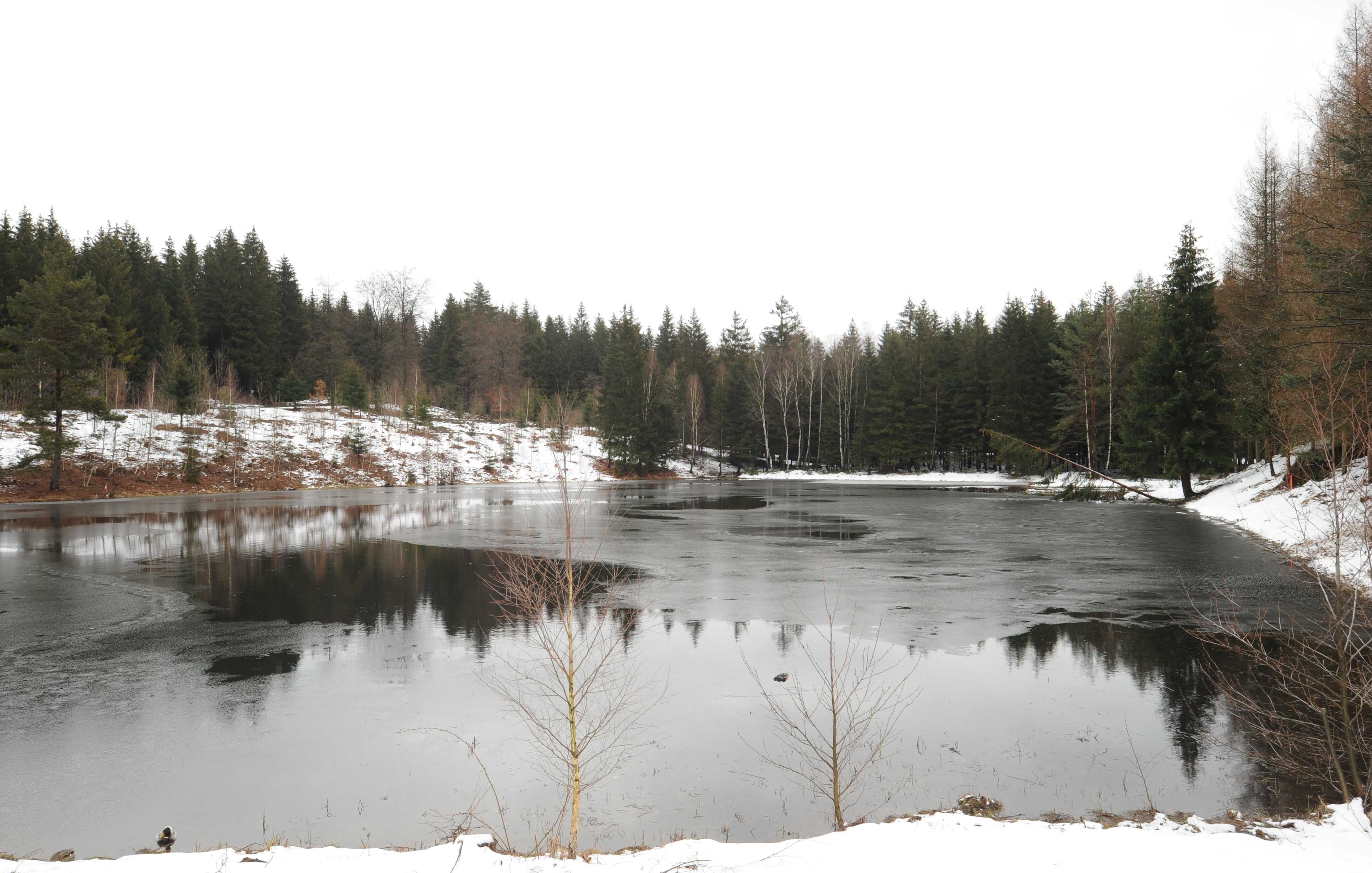
Winter am Taubenteich
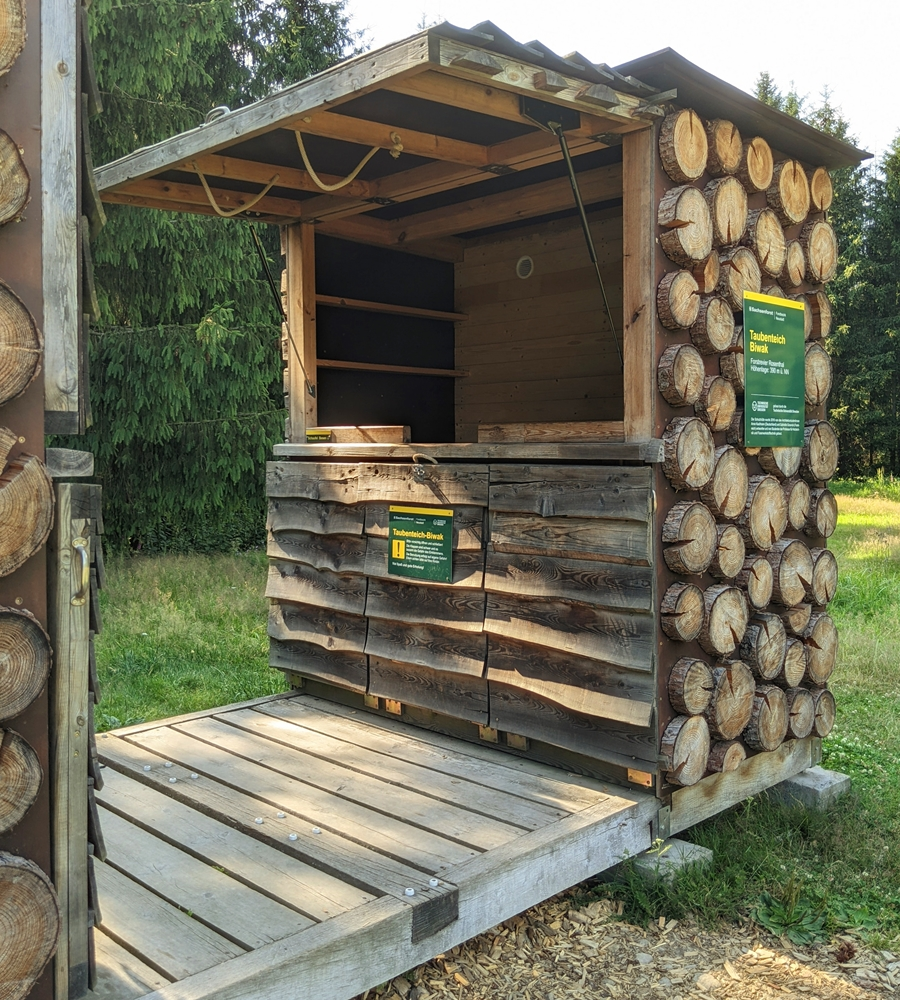
Taubenteich-Biwak am Forststeig Elbsandstein